# 3 ق هـ
3 ق هـ هي السنة الثالثة السابقة للهجرة النبوية، وهي توافق ما بين سنتي 618 و619 حسب التقويم الميلادي، أي أنها بدأت في سنة 618م وانتهت في سنة 619م.

## أحداث
فك حصار قريش وكنانة الذي دام قرابة الثلاث سنوات على بني هاشم وبني عبد المطلب ونقض الصحيفة (الميثاق الذي كتبته قريش وعلقته في الكعبة)بعد أن أكلت الأرضة كل مافيها إلا ذكر اسم الله.

## مواليد
- الأحنف بن قيس
- عبدالله بن عباس

## وفيات
- خديجة بنت خويلد
- أبو طالب
- عبد يغوث الحارثي